# Сравнително литературознание
Сравнително литературознание е литературна критика, която се занимава с литературата на две или повече различни лингвистични, културни или национални групи. Макар че най-често се практикува с творби на различни езици, може също да се прави сравнение между работи на един и същи език, ако творбите произхождат от различни нации или култури, в които този език е говорен (например между творби писани във Великобритания и САЩ). Също включва и обсег от изследвания, които сравняват различни типове изкуство, например може да се прави изследващо сравняване между отношението филм и литература.